# El Serrat (Sant Aniol de Finestres)
El Serrat és una obra de Sant Aniol de Finestres (Garrotxa) inclosa a l'Inventari del Patrimoni Arquitectònic de Catalunya.

## Descripció
És una casa ubicada a la falda del volcà Puig Rodó i molt pròxima al veïnat de les Medes. És de planta rectangular i teulat a dues aigües vers les façanes laterals. Va ser bastida amb pedra menuda del país, llevat dels cantoners i dels carreus tallats i repicats que s'empraren per fer les obertures. Es compon de planta baixa -amb àmplia porta central d'accés a l'edifici i una finestra a cada costat que conserven les reixes originàries de ferro forjat-, pis d'habitatge -amb grans obertures quadrades- i de golfes. Cal destacar la llinda de la porta principal que conserva la següent inscripció: «AVE MARIA PURISIMA», «JAUME SERRAT» i «1851». El Serrat disposa de pallissa de planta rectangular, que consta de baixos i pis, amb teulat a dues aigües.